# Agapetus marlo
Agapetus marlo là một loài Trichoptera trong họ Glossosomatidae. Chúng phân bố ở miền Tân bắc.